# Беян
Беян (кит.: 北洋; піньїнь: Beiyang; Вейд-Джайлз: Peiyang, що означає «Північний океан») — історична місцевість. Термін виник наприкінці династії Цин і позначав прибережні райони Чжилі (традиційною китайською: 直隸, спрощеною китайською: 直隶, піньїнь: Zhílì) (нині Хебей), Ляонін та Шаньдун, що розташовані на північному сході Китаю.
Посаду міністра Беяна (北洋 通商 大臣) займав намісник Чжилі. В його основні обов'язки входили торгові відносини та інколи закордонні справи.
На честь цього терміна назвали університет Beiyang daxue (кит.: 北洋 大学; англ. Imperial Tientsin University / Peiyang University), що у Тяньцзіні (сьогодні це Тяньцзіньський університет).